# Schergesetz
Ein Schergesetz gibt in den Materialwissenschaften an, wie sich ein Material unter dem Einfluss von Scherkräften verhält.
Schergesetze werden in technischen Gebieten wie Maschinenbau und Bauwesen verwendet, um die maximale Belastbarkeit einer Konstruktion abzuschätzen. In der Geotechnik dienen sie zur Bestimmung der maximalen Tragfähigkeit des Bodens und zur Vorhersage von Setzungen.

## Schergesetz von Charles Augustin de Coulomb

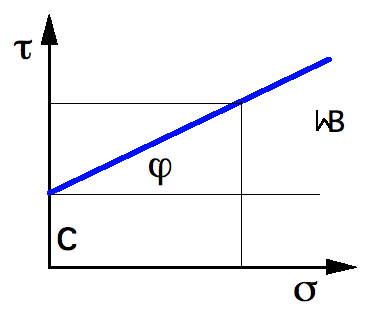
Schergesetz von Coulomb. Bei Scherspannungen oberhalb der blauen Linie kommt es zu bleibenden Verformungen.

Bei der Scherung eines Körpers treten Spannungen sowohl in Richtung der Scherung als auch  senkrecht dazu auf. Eine Spannung senkrecht zur Scherung wirkt hemmend auf die Scherung. Je größer sie ausfällt, desto größer kann die Scherspannung {\displaystyle \tau } werden, bevor eine dauerhafte Verformung eintritt. Dies ist ähnlich wie bei der Reibung, die in der Lage ist, einen Körper auf einer schiefen Ebene an der Bewegung zu hindern.
Zusätzlich kann zwischen Körnern oder Molekülen des Körpers eine Haltekraft wirken, die überwunden werden muss, bevor ein Teil des Körpers abschert. Die durch diese Kräfte bewirkte Spannung wird Kohäsion genannt.
Die Spannung {\displaystyle \tau _{\text{scher}}}, oberhalb der eine dauerhafte Verformung eintritt, heißt Scherfestigkeit. Sie kann für alle Böden und Felsen sowie für andere natürliche Stoffe (Schütt- und Lagerstoffe mit fester Konsistenz) und für Metalle mit dem Schergesetz von Coulomb bestimmt werden:
{\displaystyle \tau _{\text{scher}}=\sigma \cdot \tan \varphi +c}
mit
- der senkrecht zur Scherung wirkenden Normalspannung {\displaystyle \sigma }, die proportional ist zum Druck an der betrachteten Stelle im Körper
- den vom Material abhängigen Scherparametern
  - Kohäsion c
  - innerer Reibungswinkel φ.

## Mohr-Coulombsches Bruchkriterium

Mohr-coulombsches Bruchkriterium

Das Mohr-Coulombsche Bruchkriterium besagt, dass ein Bruch des Festkörpers (Boden, Fels usw.) dann eintritt, wenn die Schubspannungen aus der äußeren Belastung größer werden als die Scherfestigkeit, die definiert ist durch die o. g. Gleichung der „Bruchgeraden“ oder Coulombschen Schergeraden. Die Gerade lässt sich im Mohrschen Diagramm darstellen;
dort bedeutet das Bruchkriterium, dass
- der Mohrsche Spannungskreis jedes Bodenteilchens unter der Bruchgeraden liegen muss, damit kein Bruch eintritt: {\displaystyle \tau <\tau _{\text{bruch}}}
- berührt er sie, ist der Grenzzustand gerade erreicht.
- Spannungskreise, die über der Schergeraden liegen, kann es nicht geben, denn der Boden würde ausweichen. Stattdessen schert die Bodenprobe (z. B. in einem Prüfgerät wie einem Triaxialgerät) entlang einer Bruchfläche ab, d. h. sie bricht für {\displaystyle \tau >\tau _{\text{bruch}}}.

### Druckfestigkeit
Aus dem Mohrschen Spannungskreis lässt sich auch die Druckfestigkeit eines Materials als Funktion der Scherparameter c und φ ableiten. Der Mohrsche Kreis wird für den Bruchzustand des Materials gezeichnet. Nach dem Mohr-Coulombschen Bruchkriterium beschreiben die Tangente an den Kreis (Bruchgerade) unter dem Winkel φ zur Horizontalen und ihr Schnittpunkt mit der vertikalen Koordinatenachse mit dem Abstand c zum Nullpunkt den Bruchzustand. Die größte aufnehmbare Druckspannung {\displaystyle \sigma _{d}} ist dann der rechts liegende Schnittpunkt des Kreises mit der horizontalen Koordinatenachse.
In Formeln ausgedrückt gilt für die zweiaxiale Druckfestigkeit:
{\displaystyle \sigma _{\mathrm {d} }={\frac {1+\sin \varphi }{1-\sin \varphi }}\cdot \sigma _{3}+c\cdot {\frac {2\cdot \cos \varphi }{1-\sin \varphi }}}
und für den Sonderfall {\displaystyle \sigma _{3}=0} (einaxiale Druckfestigkeit):
{\displaystyle \sigma _{\mathrm {d} }=c\cdot {\frac {2\cdot \cos \varphi }{1-\sin \varphi }}}

## Anwendung auf Böden mit Porenwasser
Eine Besonderheit bei körnigen Medien wie Boden ist das Porenwasser.
Drückt man auf einen trockenen Boden, so werden hauptsächlich die Poren zusammengedrückt. Die einzelnen Körner rücken damit näher zusammen und übernehmen den Druck. Sind nun die Poren mit Wasser gefüllt, so ist die Situation etwas komplizierter. Das Wasser ist inkompressibel und nimmt zuerst die äußere Belastung als Porenwasserdruck auf.  Da seitlich der Last ein geringerer Porendruck herrscht, fließt das Wasser zum niedrigen Druck ab, die Poren können sich deformieren (verringern), und die Belastung kann auf die Körner des Bodens abgeleitet werden. Diesen Vorgang nennt man Konsolidation des Bodens. Der Porenwasserdruck, der durch die Belastung entsteht, nennt man Porenwasserüberdruck. Dieser wird bei der Konsolidierung abgebaut.
Bei einem wassergesättigten Boden werden die Gewichtskräfte von Korn zu Korn übertragen. Diese Übertragung erfolgt nach dem Stoffgesetz von Coulomb. Wird nun ein wassergesättigter Boden durch eine Zusatzlast belastet, so entsteht dadurch die ein Porenwasserüberdruck. Das Korngerüst spürt vorerst nichts von dieser Zusatzbelastung, da das Wasser den Druck aufnimmt. So ist die Korn-zu-Korn-Spannung im ersten Moment gleich groß wie ohne Zusatzbelastung.
Erst mit der Zeit, wenn das Porenwasser abrinnt,  werden die Korn-zu-Korn-Spannungen sich vergrößern, bis die Zusatzspannung voll von der Korn-zu-Korn-Spannung aufgenommen wird. Dies muss auch beim Schergesetz berücksichtigt werden. Das Schergesetz von Coulomb gilt aber nur für Korn-zu-Korn-Spannungen. Für die Berechnung der Korn-zu-Korn-Spannung {\displaystyle \sigma '} muss nach dem Gesetz von Terzaghi der Porenwasserüberdruck {\displaystyle u} noch von der Gesamtspannung {\displaystyle \sigma } abgezogen werden:
{\displaystyle \sigma '=\sigma -u}
damit kommt man zum erweiterten Stoffgesetz von Coulomb:
{\displaystyle {\begin{aligned}&\tau =c+\sigma '\cdot \tan \varphi \\\Leftrightarrow \quad &\tau =c+(\sigma -u)\cdot \tan \varphi \end{aligned}}}.